# Angad Pratap
Angad Pratap (Prayagraj, 17 juli 1982) is een Indiaas testpiloot en astronaut.

## Carrière
Op 27 februari 2024 werd hij samen met zijn collega’s luchtmachtpiloten Prasanth Nair, Ajit Krishnan en Shubhanshu Shukla voorgesteld als de eerste lichting Indiaase astronauten. De astronauten van de eerste lichting komen in aanmerking om in 2025 deel uit te maken van de eerste Indiase, bemande ruimtevlucht als deel van de missie Gaganyaan-4, met als doel om 3 astronauten 3 dagen in een baan op 400 kilometer hoogte om de aarde te brengen.